# Женская сборная Анголы по баскетболу 3×3
Женская сборная Анголы по баскетболу 3×3 представляет Анголу на международных соревнованиях по баскетболу 3×3. Управляющим органом является Федерация баскетбола Анголы (порт. Federação Angolana de Basquetebo, FAB).
По состоянию на 22 сентября 2024, женская сборная Анголы по баскетболу 3×3 занимает 123-е место в мировом рейтинге ФИБА женских сборных по баскетболу 3×3.

## Результаты выступлений
| Турнир                           | Золото | Серебро | Бронза | Всего |
| -------------------------------- | ------ | ------- | ------ | ----- |
| Чемпионат мира по баскетболу 3×3 | —      | —       | —      | —     |
| Итого                            | —      | —       | —      | —     |

### Чемпионат мира по баскетболу 3x3
| Год        | Место          | Игры           | Победы         | Поражения      | Состав команды                                                      |
| ---------- | -------------- | -------------- | -------------- | -------------- | ------------------------------------------------------------------- |
| Афины 2012 | 20             | 5              | 1              | 4              | Artemis Afonso, Merciana Fernandes, Pascalina Dias, Mavuba Mireille |
| 2014—н. в. | не участвовали | не участвовали | не участвовали | не участвовали | не участвовали                                                      |